# Gerrhopilus mcdowelli
Gerrhopilus mcdowelli är en ormart som beskrevs av Wallach 1996. Gerrhopilus mcdowelli ingår i släktet Gerrhopilus och familjen maskormar. Inga underarter finns listade i Catalogue of Life.
Artens utbredningsområde är Papua Nya Guinea. Den är endast känd från en liten region nära Port Moresby. Gerrhopilus mcdowelli lever i låglandet och i kulliga områden upp till 600 meter över havet. Individerna vistas i fuktiga skogar och de besöker ibland trädgårdar. De gräver ofta i marken och har termiter samt deras ägg som föda. Honor lägger själv ägg.
Informationer angående populationens storlek och möjliga hot saknas. IUCN kategoriserar arten globalt som otillräckligt studerad.